# 斎藤工
斎藤 工（さいとう たくみ、1981年〈昭和56年〉8月22日 - ）は、日本の俳優、映画評論家、クリエイター、YouTuber。本名の齊藤 工（読み同じ）名義で映画監督としても活動。ブルーベアハウス所属。東京都港区出身。日本学園高等学校卒業。

## 略歴
東京都港区生まれ。
家族は東京都渋谷区に在住し、かつて東北新社に勤務していた父親の影響で、幼少期より映画館に通うのが日常となり、映画を多く観て育った。
実家が梅が丘に移り、小田急線で小学校に通学していた。小学校ではオーストリア出身の教育者・哲学者ルドルフ・シュタイナーの教育理念を実践する東京シュタイナーシューレ（現・シュタイナー学園初等部・中等部・高等部）に通っていたが、同級生も7人しかおらず変わった学校で、地元のサッカークラブに入っていたこともあり6年生の時にサッカーの強い公立中学へ進学するために地元の公立小学校に転校した。15歳の時に自ら芸能事務所を探す活動をし、その結果「インディゴ」に所属。モデルから俳優への道を目指ようになる。
高校生のころから雑誌『MEN'S NON-NO』や『POPEYE』などで「TAKUMI」の名前でモデルとして活動。雑誌のほかにもショーなどで活躍。当時ビーナチュラルに所属していた。高校時代、ノンフィクション作家、沢木耕太郎の『深夜特急』に影響され、海外に独りで出かけるようになった。春休みにはパリへ行き、後に香港にも行った。そういった旅費を稼ぐために、モデル事務所の門を叩いたとのこと。卒業後、映画学校に進学を目指して願書を送ったが、父親に「映画は机の上で学ぶものじゃない、お前は一刻も早く現場に出ろ」と言われ、それが契機なのか出演作が多い所以という。高校時代より代々木上原の伊藤正次演劇研究所（現Ito・M・Studio）にて演劇を学んだ。同所には、同時期に女優の貫地谷しほりも通っていた。
その後はCF、国内のショー、パリ・コレクションなどで活躍。
2001年、韓国映画『リメンバー・ミー』の日本リメイク版『時の香り〜リメンバー・ミー』のプロデューサーにスカウトされ俳優デビュー。
2008年12月、大竹浩一・波岡一喜・福士誠治と共に演劇ユニット「乱-Run-」を結成。2012年、ショートムービー「サクライロ」で監督デビュー。2014年、「半分ノ世界」がショートショートフィルムフェスティバル&アジア2014 ミュージックShort部門 特別上映作品に選ばれる。この作品から、監督活動での名義を本名の「齊藤工」にしている。2017年、「blank13」が第20回上海国際映画祭でアジア新人賞部門最優秀監督賞を受賞した。
2014年、映画館のない地域に映画を届ける移動映画館プロジェクト「cinema bird」を始めた。2019年、「cinema bird」の活動など映画界への貢献を評価され、日本映画ペンクラブ賞特別奨励賞を受賞。6月、YouTubeチャンネル「たくちゃんねる」を開設し、YouTuberとしての活動を開始。チャンネル登録者数は2020年2月現在で約11万人。
2021年2月、コロナ禍で苦境にあえぐ小規模映画館を支援するため、井浦新、渡辺真起子らと共にミニシアター支援プラットフォーム『Mini Theater Park』を立ち上げた。2022年、ウルトラマン55周年を記念して制作された映画『シン・ウルトラマン』の主演に抜擢され、主人公・神永新二（ウルトラマン）を演じた。かつて父がウルトラマンタロウの撮影現場でアルバイトをした縁で映像制作の道に入ったこともあり、自分がシン・ウルトラマンで主演することに運命を感じると語る。

## 人物
- 趣味は、映画鑑賞、写真撮影、カポエイラ、合気道、ボクシング、サッカー[23]。
- 身長184cm。胸囲94cm、腹囲73cm、腰囲92cm、足28cm[24]。
- 子供のころからずっとサッカー少年だったこともあり、Jリーグの横浜F・マリノスの大ファンであり、80年代のころからずっとマリノスのことを熱心に応援してたファンであることを明かした[25][26][27][28][29][30]。
- 若手俳優で自分が俳優であると名乗れず、仕事を選べない時期だった[31]2006年（平成18年）に「ラジかる5」のメンバーとして出演していた「ラジかる!!」で、温泉で身体を張って人妻の相手をするコーナーで共演していたTIM・レッド吉田から「腐るなよ、腐らずに続けていれば絶対どうにかなるから」と励まされ続けていた[31][32]。そして自分を必要としてくれるならどんな仕事でも全力でやろうと決めた[31]。またこの事がきっかけとなりお笑い芸人をリスペクトするようになった[33]。
- 時代劇ドラマ『風の果て』、『オトコマエ!』で共演した福士誠治とは、かつて携帯電話に設定を施すアルバイトの仲間だったことがあり、その後も親交が続いている[34]。
- 映画『海猿』（2004年）のオーディションでは「必要以上の水着アピール（水着審査の格好のまま一人台本を読んだ）」で合格したという[4]。
- 中学生のころ、父親に勧められて見た映画『仁義なき戦い』シリーズが「今の自分を作っている最大のルーツ」と話している[4][35]。
- 映画好きで、WOWOWの映画情報番組のパーソナリティとして、毎回ディープな映画知識を披露。高校時代に、ビデオ屋に並ぶ映画を「あ」行から全部見始め制覇したほど。雑誌、エッセイなど各所でも執筆[36]。
- 10代のころから映画の製作者になりたかったが、原田芳雄の映画『竜馬暗殺』を観て俳優を志す[37][38]。
- TCMのTSUTAYA発掘良品関連のインタビューや連載している『映画秘宝』の連載コラムや同誌2008年2月号のオールタイムベスト企画などによると自身のフェイバリット作品は『時計じかけのオレンジ』や『博士の異常な愛情』『街の灯』『チャップリンの独裁者』『夕陽のギャングたち』『仁義なき戦い 広島死闘篇』『太陽を盗んだ男』『カサブランカ』『我輩はカモである』『野獣の青春』『フランケンシュタインの怪獣　サンダ対ガイラ』『十一人の侍』『竜馬暗殺』『お早よう』『ホンコン・フライド・ムービー』『まぼろしの市街戦』『風の谷のナウシカ』『グロリア』『ロンググッドバイ』『ガルシアの首』『ダークナイト』『グラントリノ』『ドライヴ』『オンリー・ゴッド』『殺人の追憶』『冷たい熱帯魚』『桐島、部活やめるってよ』『セッション』などを挙げ、特に小津安二郎の『お早よう』を前述の秘宝2008年オールタイムベスト企画で1位にした。
- 音楽との出会いは両親のレコードで、トム・ウェイツやジョニ・ミッチェル、ジャズやレゲエ、クラシックなども刷り込まれた[39]。自分で初めて買ったレコードはTHE BOOMの「島唄」で、おもちゃよりもCDを欲しがる子供だったという[39]。
- 美輪明宏を尊敬していて[40]『with』2014年1月号で対談した[41]。
- 普段聞いているアーティストは、RADWIMPS、amazarashi、androp、大橋トリオ、クラムボン、小林太郎、勝手にしやがれ、オワリカラ、毛皮のマリーズ、SEKAI NO OWARI、plenty、BOOM BOOM SATELLITES、憂歌団、sleepy.ab、モテキ的音楽のススメ[42]、DAISHI DANCE、Perfume、ハナレグミ、くるり、久石譲など[43]。
- 「本音」を「本根」と誤記するなど漢字が苦手である[44]。
- 趣味の写真撮影では、柄本佑のタレント名鑑の宣材写真、綾野剛のホームページの写真、2016年7月20日リリースのKinKi Kidsシングル「薔薇と太陽」のジャケット写真を担当した[45]。
- THE BLUE HEARTSの大ファンであり、斎藤にとってTHE BLUE HEARTSは「小学校のころは親がテレビを見させてくれなかったので、出会ったのは中学生。その前に『ろくでなしBLUES』という漫画を読んで、ヒロトやマーシーとか、そこに出てくる好きなキャラクターがメンバーをモチーフにしていると初めて知ったんです。その後、僕の仲間のミュージシャンが、いかに彼らの影響を受けているかということを知ったりと、年々、僕の中でその年輪が大きくなっていったアーティストです」という。その縁で映画『ブルーハーツが聴こえる』では、プロの脚本家として活躍する非モテ系男子の大輔を演じる[5]。
- 料理好きでもあり、「自宅に招いて、メニューは少ないんですけど書き出して、食べたいものを選んでもらうシステム。レパートリーはパエリアとか地中海料理が多いです。あとはオニオンスープも極めたくて。料理って映画に通じているんです。素材を集めて人に提供して、喜んでもらう。で、後片づけが大変（笑）。なので、これはひとつのアプローチとして続けていこうと。おかげで、すっかり外食しなくなりました（笑）」と本人は雑誌のインタビューで語っている[5]。
- 野性爆弾・くっきー（現・くっきー!）がプロデュースする覆面芸人「人印（ピットイン）」としてNSCに入学。東京校の23期生で、同期には令和ロマン、ヨネダ2000などがおり、ヨシモト∞ホールに出演していた。人印名義ではドラマ『MASKMEN』にくっきーと共に出演している[46]。また、R-1ぐらんぷり（2018）に出場経験がある。斎藤は「見えない何かを鍛えるところに立ち会わせてもらった。劇場のサイズによっては楽屋のない劇場もある。皆さんと近くの公演で出番まで、ひたすらネタ合わせして、自分の出番になった時にホントに玄人のお客さんしかいない場所でネタを見せて揉まれる体験をさせてもらった」と述懐した[47]。
- 小学生時代、家庭での食事は「マクロビオティック」が基本だった。おやつは煮干しだったので、小学生後半になって初めてポテトチップスを食べた時に、衝撃的な美味しさのあまり「（それまで食べさせてくれなかった）親をちょっと憎んだ」という[48]。
- 長年花粉症を患っていたが、小麦粉を摂取することをやめたら発症しなくなったと、2024年2月4日放送の『ボクらの時代』（フジテレビ系）に出演した際に、リリー・フランキーと山口智子とのトークで語っている[49]。

## 受賞歴
- 2014年
  - 第39回エランドール賞 新人賞
  - VOCE BEST COSMETICS AWARDS 2014 特別賞[50]
- 2017年
  - 第20回上海国際映画祭 アジア新人賞部門最優秀監督賞（「blank13」）
  - 第31回高崎映画祭 最優秀助演男優賞（『団地』）
  - GQ Men of the Year 2017 アウトスタンディング・アチーブメント賞[51]
- 2018年
  - ベストフンドシストアワード2018 期待の新人賞2019[52]
- 2019年
  - 日本映画ペンクラブ賞 特別奨励賞
  - WEIBO Account Festival in Japan 2019 マルチアーティスト賞[53]
  - ベストフンドシストアワード2019 大賞[54]
- 2021年
  - ELLE CINEMA AWARDS 2021 エル アクティブ for SDGs賞（『ゾッキ』）[55]

## 出演
※役名太字は主演作品

### テレビドラマ
- 逮捕しちゃうぞ（2002年、テレビ朝日） - 水島智也 役
- R.P.G.〜作られた家族の秘密〜（2003年、NHK） - 石黒達也 役
- 愛と資本主義（2003年、WOWOW） - タカシ 役
- ビー・バップ・ハイスクール（2004年、TBS） - 池田剛 役
- 加藤家へいらっしゃい! 〜名古屋嬢っ〜（2004年、名古屋テレビ） - 中村洋一 役
- 東京ミチカ（2004年、フジテレビ） - ブティック店員 役
- 樋口一葉物語（2004年、TBS） - 馬場胡蝶 役
- 海猿（2005年、フジテレビ） - 田所慎二 役
- 牙狼<GARO> 第8話（2005年11月25日、テレビ東京） - ピアニスト 役
- プリンセス・プリンセスD（2006年6月 - 9月、テレビ朝日） - 有定修也 役
- 美味學院 第8話（2007年5月21日、テレビ東京） - カルロ笹山 役
- BOYSエステ（2007年7月 - 9月、テレビ東京） - 敷島七里 役
- 風の果て（2007年10月 - 12月、NHK） - 杉山鹿之助 役
- フルスイング（2008年1月 - 2月、NHK） - 若松裕 役
- オトコマエ!（2008年4月 - 7月、NHK） - 武田信三郎 役[56]
- 7人の女弁護士 第2シリーズ 第5話（2008年5月8日、テレビ朝日） - モモタロ 役
- 親孝行プレイ（2008年10月 - 12月、毎日放送） - ユウゾー 役
- 世直しバラエティー カンゴロンゴ 第5話（2008年11月2日、NHK） - 江藤真 役
- 水戸黄門 第39部 第14話（2009年1月26日、TBS） - 山崎新伍 役
- ごくせん 卒業スペシャル '09（2009年3月28日、日本テレビ） - 間宮 役
- オトコマエ!2（2009年9月 - 12月、NHK） - 武田信三郎 役[56]
- 不毛地帯（2009年10月 - 2010年3月、フジテレビ） - 壹岐誠（青年期） 役
- チェイス〜国税査察官〜（2010年4月 - 5月、NHK） - 檜山基一 役[56]
- 連続テレビ小説（NHK）
  - ゲゲゲの女房（2010年7月 - 9月） - 小峰章 役
  - 半分、青い。（2018年7月 - 9月） - 元住吉祥平 役[56][57]
- クロヒョウ 龍が如く新章（2010年10月 - 12月、毎日放送） - 右京龍也 役
- SPEC〜警視庁公安部公安第五課 未詳事件特別対策係事件簿〜 第2話（2010年10月15日、TBS） - 板野貞雄 役
- 宇宙犬作戦 第13話（2010年10月22日、テレビ東京） - 医者 役
- さよなら、アルマ〜赤紙をもらった犬〜（2010年12月18日、NHK） - 光塚秀行 役
- 最上の命医（テレビ東京） - 西條命 役
  - 連続ドラマ版（2011年1月 - 3月）
  - ドラマスペシャル『最上の命医2016』（2016年2月10日）
  - ドラマスペシャル『最上の命医2017』（2017年8月23日）
  - ドラマスペシャル『最上の命医2019』（2019年10月2日）[58]
- ハガネの女 season2（2011年4月 - 6月、テレビ朝日） - 水嶋恭平 役
- 大河ドラマ（NHK）
  - 江〜姫たちの戦国〜（2011年5月 - 10月） - 京極高次 役
  - 八重の桜（2013年2月 - 5月） - 神保修理 役
  - いだてん〜東京オリムピック噺〜 第25話 - 最終話（2019年6月30日 - 12月15日） - 高石勝男 役
- 花ざかりの君たちへ〜イケメン☆パラダイス〜2011（2011年7月 - 9月、フジテレビ） - 梅田北斗 役
- QP（2011年10月 - 12月、日本テレビ） - 我妻涼 役
- 妖怪人間ベム 第5話（2011年11月19日、日本テレビ） - 篠山豊 役
- 相棒 season10 第10話（2012年1月1日、テレビ朝日） - 速水智也 役
- クロヒョウ2 龍が如く 阿修羅編（2012年4月 - 6月、毎日放送） - 右京龍也 役
- 37歳で医者になった僕〜研修医純情物語〜（2012年4月 - 6月、関西テレビ） - 新見悟 役
- 恋愛検定 第2話（2012年6月10日、NHK BSプレミアム） - 松下未知人 役
- ファッション誌編集部物語 第7回 （2012年8月6日、女性チャンネル♪LaLa TV） - 藤堂啓介 役
- ボーイズ・オン・ザ・ラン（2012年7月 - 9月、テレビ朝日） - 青山貴博 役
- 金曜プレステージ 剣客商売〜御老中暗殺〜（2012年8月24日、フジテレビ） - 秋山大治郎 役
  - 剣客商売〜剣の誓約〜（2013年12月27日）
  - 剣客商売〜鬼熊酒屋〜（2014年8月8日）
  - 剣客商売〜陽炎の男〜（2015年9月11日）
  - 剣客商売〜手裏剣お秀〜（2018年12月21日）
- いつか陽のあたる場所で（2013年1月 - 3月、NHK） - 岩瀬圭太 役
  - いつか陽のあたる場所で スペシャル（2014年4月1日）
- カラマーゾフの兄弟（2013年1月 - 3月、フジテレビ） - 黒澤満 役
- 土曜ワイド劇場 スペシャリスト（2013年5月18日、テレビ朝日） - 北本正紀 役
  - スペシャリスト2（2014年3月8日）
  - スペシャリスト3（2015年2月28日）※回想での出演
- 仮面ティーチャー（2013年7月 - 9月、日本テレビ） - 飯倉塁 役
  - 金曜ロードSHOW! 特別ドラマ企画 仮面ティーチャー（2014年2月14日）
- ガラスの家（2013年9月 - 10月、NHK） - 澁澤仁志 役[56]
- ミス・パイロット（2013年10月 - 12月、フジテレビ） - 国木田孝之助 役
- オリンピックの身代金（2013年11月30日・12月1日、テレビ朝日） - 岩村傑 役
- 月曜ゴールデン 恋（2013年12月16日、TBS） - 大久保勝也 役
- 僕のいた時間（2014年1月 - 3月、フジテレビ） - 向井繁之 役
- 補欠ヒーローMEGA3（2014年5月 - 7月、NHKワンセグ2） - ジェット 役（声の出演）
- 昼顔〜平日午後3時の恋人たち〜（2014年7月 - 9月、フジテレビ） - 北野裕一郎 役
- 土曜プレミアム アウトバーン マル暴の女刑事・八神瑛子（2014年8月9日、フジテレビ） - 甲斐道明 役
- ダークスーツ（2014年11月 -12月、NHK） - 一之瀬諒 役[56]
- 赤と黒のゲキジョー 上流階級〜富久丸百貨店外商部〜（2015年1月16日、フジテレビ） - 桝家修平 役[59]
- カサネ 第3話（2015年3月17日、テレビ東京） - 友情出演[60]
- 医師たちの恋愛事情（2015年4月 - 6月、フジテレビ） - 守田春樹 役[61]
- ほんとにあった怖い話 夏の特別編2015「嵐の日の通報」（2015年8月29日、フジテレビ） - 豊村周一 役[62]
- オトナ女子（2015年10月 - 12月、フジテレビ） - 山岡伸治 役[63]
- 臨床犯罪学者 火村英生の推理（2016年1月 - 3月、日本テレビ） - 火村英生 役[64]
  - 臨床犯罪学者 火村英生の推理2019「ABCキラー」編（2019年9月29日）[65]
- ヒガンバナ〜警視庁捜査七課〜 第6話（2016年2月17日、日本テレビ） - 火村英生 役※カメオ出演[66]
- その「おこだわり」、私にもくれよ!! 第5・最終話（2016年5月6日・6月17日、テレビ東京） - 本人 役[67]
- 運命に、似た恋（2016年9月 - 11月、NHK総合） - 小沢勇凛 役[68]
- アキラとあきら （2017年7月10日 - 9月3日、WOWOW） - 山崎瑛 役（向井理とのダブル主演）[69]
- 刑事ゆがみ 第2話（2017年10月19日、フジテレビ） - 郷亀 哲史 役
- MASKMEN（2018年1月 - 3月、テレビ東京） - 本人（人印） 役[70]
- BG〜身辺警護人〜（2018年1月 - 3月、テレビ朝日） - 高梨雅也 役[71]
  - BG〜身辺警護人〜 第2章（2020年6月18日 - 7月30日[73]、テレビ朝日） - 高梨雅也 役
- 日曜プライム 探偵物語 （2018年4月8日、テレビ朝日） - 辻山秀一 役（二階堂ふみとのダブル主演）[74]
- ハラスメントゲーム 第3話（2018年10月29日、テレビ東京） - 徳永悠馬 役[75]
- 誰も知らない明石家さんま（2018年11月25日、日本テレビ） - 明石家さんま 役（特別番組「誰も知らない明石家さんま 3時間SP 初密着! さんま5つの謎を解禁!」内ドラマ）[76]
- この恋はツミなのか!? 第3・4話（2018年12月17日・12月24日、毎日放送） - 加藤先生 役
- ココア（2019年1月4日、フジテレビ） - 佐藤公平 役
- ひみつ×戦士 ファントミラージュ!（2019年4月 - 、テレビ東京） - 桜衣慎⼀ 役[77]
- 東京独身男子（2019年4月 - 6月、テレビ朝日） - 三好玲也 役[78]
- 白い巨塔 第4・5話（2019年5月25日 - 5月26日、テレビ朝日） - 関口徹 役
- ペンション・恋は桃色（2020年1月17日 - 2月14日、フジテレビ） - ヨシオ 役（リリー・フランキーとのダブル主演）[79]
- ワケあって火星に住みました〜エラバレシ4ニン〜 第5話（2020年2月22日、WOWOW） - 大松翔太 役[80]
- 共演NG（2020年10月26日 - 12月14日、テレビ東京） - 市原龍 役[81]
- 大豆田とわ子と三人の元夫 第1話・最終話（2021年4月13日・6月15日、関西テレビ） - 御手洗健正 役[82]
- 漂着者（2021年7月23日 - 9月24日、テレビ朝日） - ヘミングウェイ 役[83]
- 警視庁アウトサイダー（2023年1月5日 - 3月2日、テレビ朝日） - 小山内雄一 役[84]
- イチケイのカラス スペシャル（2023年1月14日、フジテレビ）  - 月本信吾 役[85]
- 超人間要塞ヒロシ戦記（2023年2月13日 - 3月16日、NHK総合） - トオル・マキシム 役[86]
- ノンレムの窓 2023・冬 第3話「デスゲーム」（2023年12月25日、日本テレビ） - 謎のディーラー 役[87]
- 君が心をくれたから（2024年1月8日 - 3月18日、フジテレビ） - 日下 役[88][89]
- Believe-君にかける橋-（2024年4月25日 - 6月20日、テレビ朝日） - 秋澤良人 役[90]
- 藤子・F・不二雄 SF短編ドラマ シーズン2「いけにえ」（2024年5月26日、NHK BS）[91] - 浅田瓜男 役
- 海に眠るダイヤモンド（2024年10月20日 - 12月22日、TBS） - 進平 役[92]
- 誘拐の日（2025年7月8日 - 、テレビ朝日） - 新庄政宗 役[93]
- 大追跡〜警視庁SSBC強行犯係〜 第6話（2025年8月13日、テレビ朝日） - 新庄政宗 役　※特別出演

### 映画
- 時の香り〜リメンバー・ミー（2001年） - 優二 役
- アトピー刑事（2003年） - 死体 役
- 海猿 ウミザル（2004年） - 田所慎二 役
- 兜王ビートル（2005年） - 真塚治 / 破滅王ディザスター 役
- DANCE MASTER〜踊る!ムーランルージュ笑店街〜（2005年） - 百地新太郎 役
- ヅラ刑事（2006年） - 公安捜査官・八田 役
- ユリシス（2006年） - サライ 役
- BOYS LOVE（2006年） - 如月のえる 役
- スキトモ（2007年） - 蒼井智和 役
- いつかの君へ（2007年） - 深水ノボル / リュウ 役
- あっ!お皿に首が乗っている!（2007年） - 小田切 役
- クリアネス（2008年） - リョウ 役（友情出演）
- 赤んぼ少女（2008年） - 吉村高也 役
- 春琴抄（2008年） - 佐助 役
- クジラ 極道の食卓（2009年） - 羽丸飛 役
- 劇場版 エリートヤンキー三郎（2009年） - リキ 役
- 東京残酷ドカタ（「東京残酷警察」スピンオフ）（2009年） - 警官 役
- 新宿インシデント（2009年）
- HAMMER HEAD=MEN（「激情版エリートヤンキー三郎」スピンオフ）（2009年） - リキ 役
- カフェ・ソウル（2009年） - 井坂順 役
- 吸血少女対少女フランケン（2009年） - 水島樹権 役
- 20世紀少年 最終章 ぼくらの旗（2009年） - ライブ客 役
- ロボゲイシャ （2009年） - 影野ヒカル 役
- 悪夢のエレベーター（2009年） - 小川順 役
- 渋谷（2010年）
- きょーれつ! もーれつ! 古代少女ドグちゃんまつり! スペシャルムービー・エディション パイロット版（2010年） - ドキゴロー 役
- ガチバンMAX2（2010年）
- 裁判長!ここは懲役4年でどうすか（2010年） - 夏希晃 役
  - 裁判長!トイレ行ってきていいすか（裁判長!ここは懲役4年でどうすか スピンオフ）（2010年） - 夏希晃 役
- 十三人の刺客（2010年） - 牧野妥女 役
- 雷桜（2010年）
- SPACE BATTLESHIP ヤマト（2010年） - 山本明 役
- 『遊星ボイド』哲学せよアース!（短編映画/YouTube 2011年） - 利春 Tosiharu 役
- ヘルドライバー（2011年） - ハイパーポリス・ナツキ 役
- 君の好きなうた（2011年） - 溝上秀雄 役（友情出演）
- 明日泣く（2011年） - 小説家 武 役
- バス停より愛をこめて（2011年）
- 逆転裁判（2012年） - 御剣怜侍 役
- 不良少年 3000人の総番（2012年） - 千藤鷹也 役
- 愛と誠（2012年） - 岩清水弘 役
- ヘルタースケルター（2012年）※カメオ出演
- めめめのくらげ（2013年） - 幸塚直人 役
- TEBANA SANKICHI（2013年）
- NINJA THEORY（声の出演）（2013年） - コンビニ店員・ハリケーン風見 役
- ゴッドタン キス我慢選手権 THE MOVIE（2013年） - 後藤刑事 役
- ヌイグルマーZ（2014年） - コージ 役
- 抱きしめたい -真実の物語-（2014年） - 園村 役
- 劇場版 仮面ティーチャー（2014年） - 飯倉塁 役
- 欲動（TAKSU）（2014年） - 勢津千紘 役
- 虎影（2015年） - 虎影 役
- リアル鬼ごっこ（2015年） - 男子高校生／老爺 役[94]
- 家族ごっこ「鈴木ごっこ」（2015年） - タケシ 役
- 7s（2015年）（友情出演）
- 春子超常現象研究所（2015年） - 春子の兄 役
- 団地（2016年） - 真城貴史 役[95]
- 全員、片想い「サムシング ブルー」（2016年） - 慎一 役[96][97]
- 無伴奏（2016年） - 関祐之介 役[98]
- 高台家の人々（2016年） - 高台光正 役[99]
- シン・ゴジラ（2016年） - 池田隊長（自衛隊員） 役[100][1]
- SCOOP!（2016年） - 小田部新造 役 [101]
- HiGH&LOW THE RED RAIN（2016年） - 雨宮尊龍 役
- 種まく旅人 〜夢のつぎ木〜（2016年） - 治 役[102]
- A.I.love you（2016年、吉本興業） - ラヴ 役（声の出演）[103]
- 映画 妖怪ウォッチ 空飛ぶクジラとダブル世界の大冒険だニャン!（2016年） - ぬらりひょん 役[104]
- 昼顔（2017年公開） - 北野裕一郎 役
- 蠱毒 ミートボールマシン（2017年公開） - 謎の宇宙人 役
- 去年の冬、きみと別れ（2018年公開） - 木原坂雄大 役
- blank13（2018年） - 松田ヨシユキ 役
- のみとり侍（2018年） - 佐伯友之介 役
- サラバ静寂（2018年） - 杉村 役
- 家族のレシピ（2019年） - 真人 役[105]
- ソローキンの見た桜（2019年） - 倉田史郎 役
- 麻雀放浪記2020（2019年） - 坊や哲 役
- Diner ダイナー（2019年） - カウボーイ 役[106]
- MANRIKI（2019年） - 主演[107]
- 魔法少年☆ワイルドバージン（2019年） - 高橋 役[108]
- ヲタクに恋は難しい（2020年） - 樺倉太郎 役[109]
- Fukushima 50（2020年） - 滝沢大 役[110]
- 糸（2020年） - 水島大介 役[111]
- 8日で死んだ怪獣の12日の物語 -劇場版-（2020年） - サイトウタクミ 役[112]
- 劇場版 ひみつ×戦士 ファントミラージュ! 〜映画になってちょーだいします〜（2020年） - 桜衣慎一 役[113]
- HERO〜2020〜（2020年）[114]
- ビューティフルドリーマー_(2020年の映画)（2020年） - サイトウタクミ 役
- 騙し絵の牙（2021年） - 郡司一 役[115]
- 孤狼の血 LEVEL2（2021年） - 橘雄馬 役[116]
- CUBE 一度入ったら、最後（2021年） - 井手寛 役[117]
- 愛のまなざしを（2021年） - 内山茂 役[118]
- シン・ウルトラマン（2022年） - 神永新二 役[119]
- グッバイ・クルエル・ワールド（2022年） - 萩原政春 役[120][121][122]
- 映画 イチケイのカラス（2023年） - 月本信吾 役[123]
- レジェンド&バタフライ（2023年） - 徳川家康 役[124]
- 零落（2023年） - 深澤薫 役[125]
- シン・仮面ライダー（2023年） - 情報機関の男 役[126]
- 碁盤斬り（2024年） - 柴田兵庫 役[127][128]
- カミノフデ 〜怪獣たちのいる島〜（2024年）- 穂積 役[129][130]
- ザ・ゲスイドウズ（2025年） - ジョン・ケージ 役[131]
- 少年と犬（2025年） - 内村徹 役[132]
- MAD MASK（2025年）[133]
- 港のひかり（2025年公開予定） - 八代龍太郎 役[134]

### 配信映画
- 新幹線大爆破（2025年） - 笠置雄一 役[135]

### オリジナルビデオ
- 電エース 〜ハンケチ王子の秘密 〜（2006年12月）

### 配信ドラマ
- 電撃婚〜perfume of love〜（2010年8月 - 11月、BeeTV） - 睦原和弥 役
- 最上のプロポーズ #1「初恋は実らない」（2013年5月20日、BeeTV） - 鴇田元 役
- 臨床犯罪学者 火村英生の推理 Another Story（2016年3月20日 - 4月3日、Hulu） - 火村英生 役
  - 臨床犯罪学者 火村英生の推理2019「狩人の悪夢」編（2019年9月29日 - 10月6日、Hulu）
- dTVオリジナルドラマ『高台家の人々』（2016年6月、dTV） - 高台光正 役
- 東京ヴァンパイアホテル（2017年6月16日、Amazonプライム・ビデオ） - マナミの彼氏 役
- 8日で死んだ怪獣の12日の物語（2020年5月20日 - 31日、YouTube「岩井俊二映画祭チャンネル」） - サトウタクミ 役[136]
- ヒヤマケンタロウの妊娠（2022年4月21日、Netflix） - 桧山健太郎 役[137][138]
- モアザンワーズ/More Than Words（2022年9月16日、Amazon Prime Video）[139]
- ペンション・恋は桃色（FOD） - ヨシオ 役（リリー・フランキーとのダブル主演）
  - season2（2024年1月19日）[140]
  - season3（2025年1月10日 - 17日）[141]
- 極悪女王（2024年9月19日 - 、Netflix） - 松永俊国 役[142][143]
- サラリーマン山崎シゲル（2025年7月1日 - 、FOD SHORT） - 警備員 ヤマダ 役[144]

### 舞台
- ジャンプフェスタ2004 BLEACH - 黒崎一護 役
- ミュージカル テニスの王子様 - 忍足侑士 役
  - The Imperial Match 氷帝学園
  - The Imperial Match 氷帝学園 in winter 2005-2006
  - Dream Live 3rd
  - Advancement Match 六角 feat. 氷帝学園
  - Dream Live 4th（ビデオレターでの出演）
  - Dream Live 5th 東京公演（ゲスト出演）
  - The Imperial Presence氷帝 feat. 比嘉
- MEN&MAN 男たちのバラード（2006年12月5日 - 10日） - ツトム 役
- 空飛ぶジョンと萬次郎（2007年） - 桃井虎之助 役
- THE FAMILY・絆（2007年8月 - 9月） - 花村銀次 役
- 乱-Run- 第1回公演 金沢の乱「ラストネーム」（2009年4月） - 日田正尚 役
- 世田谷パブリックシアター プロデュース「醜男」（2010年7月）
- 東京セレソンデラックス2012本公演「笑う巨塔」（2012年10月3日 - 12月2日）
- 乱-Run- 第2回公演 「365000の空に浮かぶ月」（2014年12月31日 - 2015年1月6日）

### ナレーション

#### 映画
- 九月に降る風 劇場予告編（2009年）
- 小さな世界はワンダーランド（2015年）[145]

#### テレビ
- 考えるカラス〜科学の考え方〜（2013年4月 - 、NHK Eテレ）
- ノンフィクションW（2013年5月、WOWOW）

### ドキュメンタリー
- ジドリ（2015年12月5日、NHK総合）[146]
- ドキュメント「シン・仮面ライダー　〜ヒーローアクション挑戦の舞台裏〜」（2023年3月31日、NHK BSP）[147]
- こどもディレクター（2024年4月3日 - 、中京テレビ） - MC[148]

### 音楽番組
- 第45回思い出のメロディー（2013年8月10日、NHK） - 司会

### 情報・バラエティ番組
- ラジかる!!（日本テレビ、2005年10月 - 2006年3月）
- ラジかるッ（日本テレビ、2006年4月 - 9月）
- WOWOW
  - 「シネマNAVI」（2011年4月 - 9月）
  - 「ミニシアター最前線!」（2011年7月）
  - 「映画工房」（2011年10月1日 - 2024年3月29日）[149]
- 戦国鍋TV 〜なんとなく歴史が学べる映像〜（2011年4月 - 9月、テレビ神奈川ほか）
  - 「戦国武将がよく来るキャバクラ」 - 井伊直政、本多忠勝 役
- 日10☆演芸パレード（TBS、2012年10月 - 2013年8月） - MC
- ZIP!（2013年10月 - 、日本テレビ） - 毎週水曜日「チューモーク!」不定期出演
- ダウンタウンのガキの使いやあらへんで!! 絶対に笑ってはいけない科学博士24時（2016年12月31日 - 2017年1月1日、日本テレビ）

### ラジオ
- BUG A MAP（2006年4月 - 2007年3月、bayfm/毎週日曜日21:00 - 21:30）
- TAKUMIZM（2007年4月 - 、bayfm/毎週土曜日23:30 - 24:00）
- 朗読・斎藤工 深夜特急 オン・ザ・ロード（2023年4月3日 - 、TBSラジオ/毎週月〜金曜日 23:30~23:55）

### ミュージック・ビデオ
- GOMES THE HITMAN「夜明けまで」（2004年1月21日）
- 大橋トリオ アルバム「PARODY」 男たち編（楽曲「CherryPie」）青年編（楽曲「Parody」）少女編（楽曲「サリー」）（2015年1月28日）
- 神聖かまってちゃん「きっと良くなるさ」（2016年） ※ カメオ出演 [150]

### CM・広告
- NTTドコモ東海（2002年）
- ソフトバンクモバイル
  - 白戸家（2009年）
  - 白戸家「バイバイ」篇（2013年）
  - 「ゴルフ場」篇 「帰り道」篇 「紹介」篇 「まさか」篇 「スマ放題 焼肉」篇（2014年）
- docomo（2011年）名刺交換をする社長
- モバゲー（2012年）神撃のバハムート（バハムートを扱う男）
- アサヒ飲料「ウィルキンソン」（2014年 - 2016年）[151]
- エイチームブライズ（旧 : A.T.brides）すぐ婚navi
  - 「事実」篇 「したいの？」篇（2014年10月 - ）[152]
  - 「内緒話篇」（2015年4月 - ）[153]
  - 「巻き戻し篇」「フレーム篇」（2016年1月 - ）[154]
- グラムール セールス
  - 「壁ドン」篇 「逆壁ドン」篇（2014年） - YOUと共演
  - 「いつでもどこでも」篇（2015年）
- 東京都競馬 東京シティ競馬（2015年 - 2017年） - イメージキャラクター[155]
- 三井住友VISAカード（2015年 - ） [156][157]
- 日清食品「カップヌードル ライトプラス」（2015年） - 「野菜男」
- ボシュロム・ジャパン「ボシュロム バイオトゥルー ワンデー」（2015年） - イメージキャラクター[158]
- たかの友梨ビューティクリニック「変わった？」編、「年上のひと」編、オールインワンジェル「綺麗の理由」編（2016年2月1日 - ）[159]
- ヒノキヤグループ Z空調
  - 「Z空調 登場」篇「トリップ（冬）」篇（2016年12月9日 - ）[160]
  - 「Z空調 登場篇夏」「Z空調 トリップ篇夏」（2017年6月 - ）[161]
  - 「Z空調 冬にはZ篇」（2017年12月25日 - ）[162]
  - 「Z空調 夏にはZ篇」（2018年6月9日 - ）[163]
  - 「Z空調 雪だるま篇」（2018年12月25日 - ）[164]
  - 「Z空調 近未来篇」（2019年6月22日 - ）[165]
  - 「Z空調 同じ電気代」篇（30秒、15秒）「Z空調 開けっ放し」篇「Z空調 急に上がる」篇「Z空調 ニヤつき」篇「Z空調 気持ちいい」篇（2019年12月25日 - ）[166]
  - 「Z空調なら家爽快！」夏篇「Z空調なら家爽快！」換気篇（2021年7月24日 - ）[167]
  - 「Z空調なら家爽快！」冬篇「Z空調なら家爽快！」換気篇（2021年12月25日 - ） - 歌唱・西川貴教Ver.[168][169]
  - 「全館空調だな」篇 「これが全館空調か」篇 「全館空調か！？」篇（2022年11月07日 - ）[170]
  - 「全館空調の家がある」篇 「全館空調にしたそうだ」篇 「快適だよ全館空調は」篇（2023年11月21日 - ）[171]
- 興和
  - キューピーコーワαドリンク（2017年） - 米倉涼子と共演
  - キューピーコーワゴールドドリンク（2019年 - ） - 米倉涼子と共演
  - コルゲンコーワIB錠TXα「愛情 旦那さん」篇、「愛情 奥さん」篇（2021年11月2日 - ） - 内田有紀と共演
  - キューピーコーワαチャージ（2022年3月10日 - ） - 佐野勇斗と共演[172]
- ソフトバンク Y!mobile（2017年 - ）- ふてニャン、桐谷美玲、吉田鋼太郎、出川哲朗、にゃんこスターと共演。
- 宝酒造「松竹梅白壁蔵『澪』」（2017年） - 山本美月と共演
- indeed
  - 「仕事さがし篇」「バイトさがし篇」（2017年 - ） - 泉里香と共演
  - 「ネクストキャリアセミナー篇」（2018年12月 - ） - 品川祐と共演[173]
  - 「みんな使ってる」篇（2019年2月1日 - ） - ノブ（千鳥）と共演[174]
  - 「＃アフター6 髪型」篇（2019年8月14日 - ） -  窪塚洋介、池内博之と共演[175]
  - 「卓球」篇（2019年9月17日  - ） - 窪塚洋介と共演[176]
  - 「これからの、仕事さがしにサーチあれ」篇」2020年9月1日 - ）[177]
- ユーキャン（2018年）- 寺田心、どぶろっくと共演。
- ヤマハ発動機 LMW「荒野で語る」篇（2018年10月 - ）[178]
- 富国生命保険
  - 「THE MUTUAL -斎藤工篇-」（2018年12月29日 - 2019年3月23日）[179]
  - 「THE MUTUAL 斎藤工篇」2019ver（2019年10月28日 - 2019年11月10日）[180]
  - 「ザ・ミューチュアル100」はじまる篇（2020年8月2日 - ） - WEBCM[181]
  - 「ザ・ミューチュアル100」家族のつながり篇、二人のつながり篇（2021年9月6日 - ） - WEBCM[182]
  - 「診断」篇「退院」篇（2022年5月21日 - ）[183]
- 読売新聞（2019年2月 - ）[184]
- ネイチャーラボ MARO「マーロがあるじゃん（ボリューム）」篇 「マーロがあるじゃん（クール）」篇（2019年5月8日 - ）[185]
- ファイテン エアロクレイドル「心地いい眠りへ」篇・「眠りを語る」篇（2019年7月 - ）[186]
- ニップン REGALO（レガーロ）「REGALO ロングパスタ 斎藤工篇」、「REGALO ショートパスタ 斎藤工篇」（2019年10月 - ）[187]
- IG証券
  - 「人生の選択」篇「リスク管理」篇「チャンス」篇「攻めの格言」篇（2019年12月 - ）[188]
  - 「チャンス」篇「意外な掛け合わせ」篇「価値を見出せ」篇（2020年9月 - ）[189]
  - 「NEW STANDARD投資の常識を過去にする」篇（2021年10月 - ）[190]
  - 「自分を信じて、進む人へ。」篇（2024年10月 - ）[191]
- マルコ「生き方までも、美しく、あなたらしく。」篇（2020年2月20日 - ）[192]
- アサヒビール アサヒスタイルフリー＜生＞
  - 「今日も気ままに糖質ゼロ」篇（2021年5月10日 - ）[193]
  - 「気ままに砂浜BBQ」篇（2021年7月13日 - ）[194]
  - 「空を飲む＜気ままにキャンプ＞」篇（2021年9月18日 - ）[195]
- 日本製鋼所 企業ブランドCM「つくり方を発明する。」篇（2022年1月  - ）[196]
- WOWOW「WOWOWオンデマンド」（2022年3月 - ） - 中島健人と共演[197]
- リクルートホールディングス スタディサプリENGLISH
  - 「スタサプの“ス”篇」「“ス”タサプ・ダンス篇」「AIサイクル・スコアアップ篇」（2024年1月4日 - ）[198]
- バンダイ ガシャポン「ガシャポン先生 登場」篇（2024年3月16日 - ）[199]
- かっぱ寿司「かっぱの挑戦ACTION」篇（2025年3月16日 - ）[200]
- NTTソノリティ nwm（ヌーム）（2025年3月 - ） - アンバサダー[201]
- サントリー THE PEEL〈レモン〉（2025年3月 - ）[202]

### 吹き替え
映画
- 西遊記〜はじまりのはじまり〜（日本公開2014年） - 玄奘〈ウェン・ジャン〉（三蔵法師） 役
- アサシン クリード（日本公開2017年） - カラム・リンチ / アギラール・デ・ネルハ 役〈マイケル・ファスベンダー〉
- パディントン2（日本公開2018年） - フェニックス・ブキャナン 役〈ヒュー・グラント〉
  - パディントン 消えた黄金郷の秘密（日本公開2025年）

テレビドラマ
- スキャンダル 託された秘密 第1話（2013年7月8日、WOWOW） - サリー・セント・ジェームズ 役〈ウェス・ブラウン〉

アニメ
- ディリリとパリの時間旅行（日本公開2019年） - オレル 役

### テレビアニメ
- 世界の闇図鑑（2017年4月 - 6月、テレビ東京） - ストーリーテラー

### ゲーム
- SIREN2（2006年2月9日発売） - 一樹守 役
- クロヒョウ2 龍が如く 阿修羅編（2012年3月22日発売） - 右京龍也 役

## 監督作品
- サクライロ（2012年）
- 半分ノ世界（2014年）
- バランサー（2014年）
- 大橋トリオ アルバム「PARODY」ミュージックビデオ（2015年）
- blank13（2018年）[208]
- 追憶のかたつむり（2018年、半分、青い。の劇中映画）[209][210]
- COMPLY+-ANCE（2020年）
- TOKYO TELEWORK FILM（2020年）[211]
- ゾッキ（2021年）※竹中直人、山田孝之との共同監督[212]
- TAK-Z「傷と光 feat.狐火」ミュージックビデオ（2021年）[213]
- ∞ゾッキ シリーズ（2022年4月3日 - 、BSJapanext、Amazon Prime Video） - 監督（竹中直人・山田孝之と共同）[214]
- MIRRORLIAR FILMS Season4『女優iの憂鬱／COMPLY+-ANCE』（2022年9月2日）- 監督・出演[215][216]
- スイート・マイホーム（2023年）[217]
- 縁石 ふちいし（2023年）[218]
- 百歳漫才（2023年）[219]
- 月刊 松坂桃李「何もきこえない。」（2024年、WOWOWプライム、WOWOWオンデマンド）[220][221]
- 大きな家（2024年）[222]

## ショー
- イッセイ・ミヤケ
- カルバン・クライン
- ケイタ・マルヤマ
- シンイチロウ・アラカワ
- ヨウジヤマモト[15]

## 作品

### 音楽CD
ミュージカル・テニスの王子様ベストアクターズシリーズ004
斎藤工 as 忍足侑士&青柳塁斗 as 向日岳人
ココロノグルリ（2007年12月5日）
特別限定版にはプロモーションビデオ入りDVD・通常版にはこれに変わってボーナストラックが収録されている。
その他にジャケット写真が異なる。
収録曲
1. 最初と最後の空へ
2. ありふれたものみたいに
3. Duralumin
4. Cheap Gold
5. 悲しくてやりきれない（cover version）
6. 月の船
7. D TREKKER（Bonus Track、通常版のみ収録）

手と手（2009年12月22日）
本人による作詞・ジャケットイラスト。濱田貴司によるプロデュース。
2010年1月11日よりレコチョク配信開始。
収録曲
1. 手と手
2. nostalgia (Instrumental)
3. 手と手 (Instrumental)

燦々（2011年8月24日、日本コロムビア）
※メジャーデビューシングル。
【初回限定盤（A）】
収録曲
1. 燦々
2. 手と手
3. かすかな光（おおはた雄一カバー）

DVD収録内容
1. 燦々 PV+オフショット映像（A）

【初回限定盤（B）】
収録曲
1. 燦々
2. 手と手
3. 映画監督（斉藤和義カバー）

DVD収録内容
1. 手と手 PV+オフショット映像（B）

【通常盤】
収録曲
1. 燦々
2. 手と手
3. 燦々（instrumental）
4. 手と手（instrumental）

サクライロ（2012年2月22日、日本コロムビア）
※メジャー・セカンドシングル
【初回限定盤(A)】
収録曲
1. サクライロ
2. Now here
3. みんなのうた2

『DVD』斎藤工 監督・主演によるショートムービー「サクライロ」＋メイキング映像A
ブックレット付き特殊パッケージ仕様
【初回限定盤(B)】
収録曲
1. サクライロ
2. Now here
3. みんなのうた2

『DVD』斎藤工 監督・主演によるショートムービー「サクライロ」＋メイキング映像B

【通常盤】
収録曲
1. サクライロ
2. Now here
3. サクライロ(instrumental)
4. Now here(instrumental)

ONE MORE TRY!!（2012年6月20日、日本コロムビア）
※メジャー3rdシングル
【初回限定版(CD＋DVD)】
収録曲
1. ONE MORE TRY!!
2. ずっと...
3. 自分マニア

『DVD』ONE MORE TRY!!PV＋メイキング映像

【通常盤】
収録曲
1. ONE MORE TRY!!
2. ずっと...
3. ONE MORE TRY!!(instrumental)
4. ずっと...(instrumental)

ココロノグルリ（2012年6月20日、日本コロムビア）
※ミニアルバム（2007年インディーズ発売のコンプリー盤）
収録曲
1. 最初と最後の空へ
2. ありふれたものみたいに
3. Duralumin
4. Cheap Gold
5. 悲しくてやりきれない(Cover Version)
6. 月の船
7. D TREKKER(Bonus Track)

『DVD』最初と最後の空へPV

### DVD
- calling（2006年）
- プリンセス・プリンセスD キャラクター・イメージDVD Vol.3（2006年）
- Search for my roots プライベートジャーニー 全3巻（西安編、体験編、敦煌編）（2007年）
- Search for my roots プライベートジャーニー2 全3巻（バンコク編、スコータイ編、チェンマイ編）（2008年）

## 書籍
- ニッポン脱出〜1981〜（2007年10月26日、幻冬舎コミックス）ISBN 978-4-344-81098-3

### 雑誌連載
- HERO VISION「Saitoh Side〜ココからの風景」（2007年 - 2009年）
- 映画秘宝「映画じかけのオレンチ」（2008年6月号 - ）
- VISUALBOY BRUSH「Exodus Neutral 斎藤工的好打扮世界」（2009年 - ）

### フォトブック
- NO BORDER（2006年2月10日、ポニーキャニオン）ISBN 978-4-594-05093-1
- Nirai Kanai（2008年9月25日、音楽専科社）ISBN 978-4-87279-220-1
- 斎藤工場（2010年3月26日、アスキー・メディアワークス）ISBN 978-4-04-868499-6
- 斎藤 工 蜷川実花（2013年8月22日、ギャンビット）ISBN 978-4-05-405769-2
- 斎藤 工 蜷川実花（2015年5月1日、ギャンビット）「京都編」「東京編」復刻版「箱根編」